# Publix
Publix Super Markets, Inc.   est une entreprise de grande distribution américaine, fondée par George Washington Jenkins en 1930 à Winter Haven en Floride aux États-Unis.
La chaine possède 1 367 magasins qui sont situés dans les États de Floride, de Géorgie, de Caroline du Sud, d'Alabama, du Tennessee et du Kentucky.

## Galerie

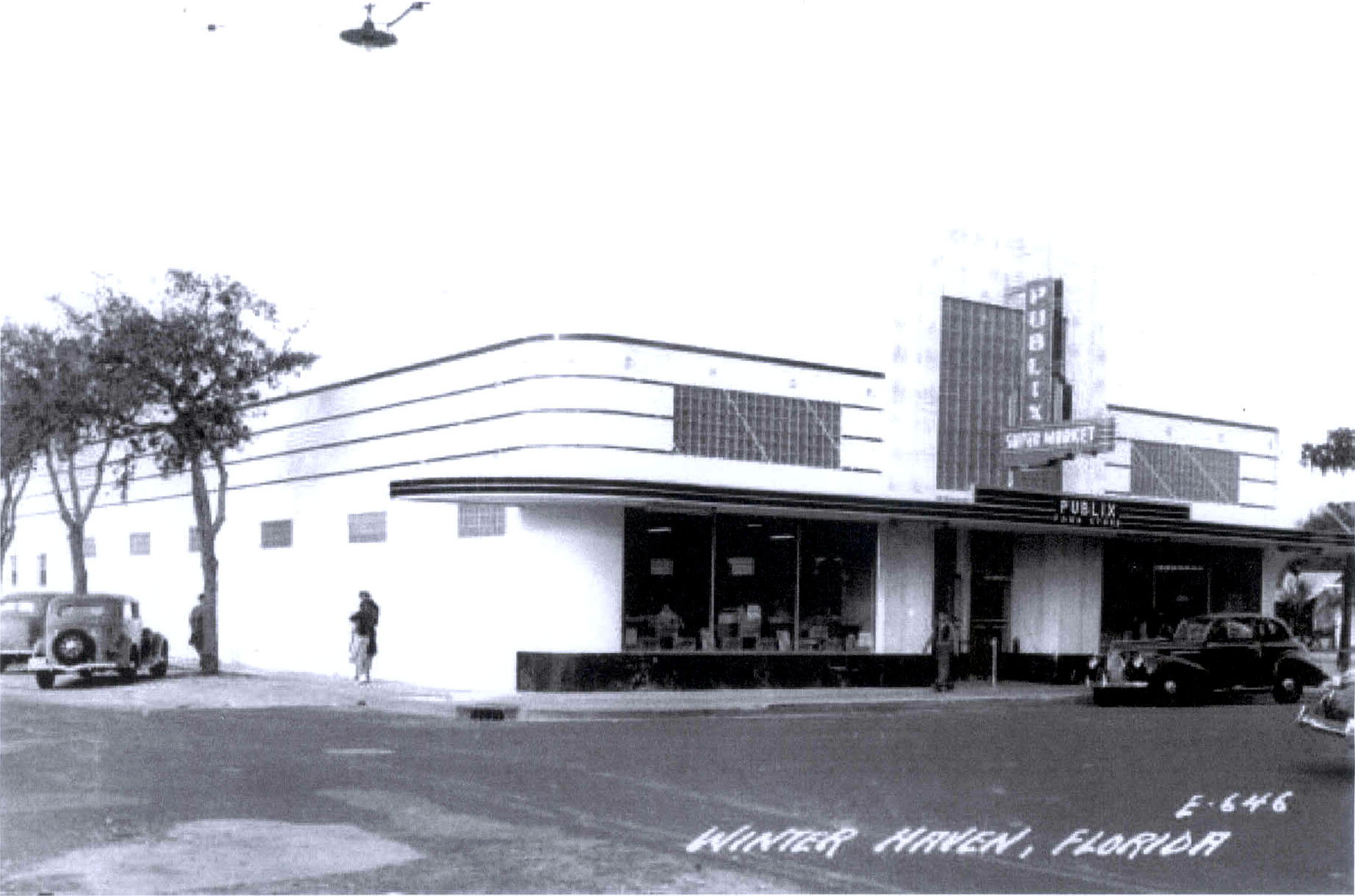
L'un des premiers Publix, dans les années 1940 à Winter Haven, Floride.
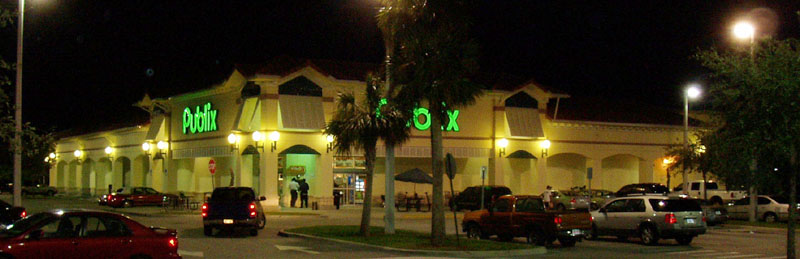
Magasin Publix en 2005 à Pompano Beach, Floride.

## Articles liés
- Instacart